# Henry Ellenson
Henry Ellenson (nascido em 13 de janeiro de 1997) é um jogador norte-americano de basquete profissional que atualmente joga pelo Toronto Raptors da National Basketball Association (NBA), em um contrato de mão dupla com o Raptors 905 da G League.

## Carreira no ensino médio
Ellenson jogou basquete na Rice Lake High School, onde também competiu no atletismo (salto em altura e Lançamento de disco). 
Em agosto de 2014, ele foi membro da Seleção Americana de Basquetebol que foi medalha de ouro no Campeonato Mundial Sub-17 da FIBA em Dubai.
Como calouro na temporada 2011-12, Ellenson obteve uma média de 12,0 pontos, 7,0 rebotes, 1,5 assistências e 1,5 bloqueios por jogo. Em seu segundo ano, Ellenson obteve uma média de 21,5 pontos, 11,8 rebotes, 3,5 assistências e 1,8 bloqueios por jogo.

## Carreira na faculdade
Durante sua única temporada em Marquette, Ellenson teve uma média de 17 pontos e 9,7 rebotes por jogo, com 1,8 assistências e 1,5 bloqueios em 33,5 minutos de ação em 33 jogos. Como resultado, ele foi eleito para a Primeira-Equipe da Big East, para a Equipe de Novatos da Big East e o Novato do Ano da Big East.
Em 5 de abril de 2016, Ellenson declarou-se para o Draft da NBA, abandonando seus últimos três anos de elegibilidade na faculdade.

## Carreira profissional

### Detroit Pistons (2016–2019)
Em 23 de junho de 2016, Ellenson foi selecionado pelo Detroit Pistons com a 18ª escolha geral no Draft da NBA de 2016.
Em 26 de outubro, ele estreou profissionalmente em uma derrota por 109-91 para o Toronto Raptors, registrando dois rebotes em dois minutos.
Durante sua temporada de estréia, Ellenson jogou vários jogos no Grand Rapids Drive, afiliada dos Pistons na D-League.
Em 9 de fevereiro de 2019, Ellenson foi dispensado pelos Pistons.

### New York Knicks (2019)
Em 20 de fevereiro de 2019, Ellenson assinou um contrato de 10 dias com o New York Knicks. Após vários jogos produtivos, Ellenson assinou um contrato padrão com os Knicks em 2 de março.

### Brooklyn Nets (2019 – Presente)
Em 17 de julho de 2019, Ellenson assinou um contrato de mão dupla com o Brooklyn Nets.

## Vida pessoal
Filho de John e Holly Ellenson, ele tem dois irmãos e uma irmã. Seu pai jogou duas temporadas (1986-88) de basquete em Marquette e seu irmão Wally também foi um membro das equipes masculinas de basquete e atletismo da universidade.

## Estatísticas

### NBA

#### Temporada regular
| Ano      | Time     | PJ | MPJ  | AP   | 3P   | LL    | RT  | AS | BR | TO | PPJ |
| -------- | -------- | -- | ---- | ---- | ---- | ----- | --- | -- | -- | -- | --- |
| 2016–17  | Detroit  | 19 | 7.7  | .359 | .294 | .500  | 2.2 | .4 | .1 | .1 | 3.2 |
| 2017–18  | Detroit  | 38 | 8.7  | .363 | .333 | .862  | 2.1 | .5 | .1 | .0 | 4.0 |
| 2018–19  | Detroit  | 2  | 12.5 | .400 | .500 | 1.000 | 4.5 | .5 | .0 | .0 | 6.0 |
| 2018–19  | New York | 17 | 13.8 | .412 | .441 | .739  | 3.4 | .9 | .4 | .1 | 6.0 |
| Carreira | Carreira | 76 | 9.7  | .377 | .353 | .774  | 2.5 | .6 | .2 | .0 | 4.3 |

### Universidade
| Ano     | Time      | PJ | MPJ  | AP   | 3P   | LL   | RT  | AS  | BR | TO  | PPJ  |
| ------- | --------- | -- | ---- | ---- | ---- | ---- | --- | --- | -- | --- | ---- |
| 2015–16 | Marquette | 33 | 33.5 | .446 | .288 | .749 | 9.7 | 1.8 | .8 | 1.5 | 17.0 |

Fonte: